# Смєново (Опочецький район)
Смєново (рос. Сменово) — присілок в Опочецькому районі Псковської області Російської Федерації.
Населення становить 16 осіб. Входить до складу муніципального утворення Болгатовська волость.

## Історія
Від 2015 року входить до складу муніципального утворення Болгатовська волость.

## Населення
| 2001 | 2002 | 2010 | 2013 | 2014 | 2015 | 2016 |
| ---- | ---- | ---- | ---- | ---- | ---- | ---- |
| 20   | →20  | ↘12  | ↗13  | ↗14  | →14  | ↗16  |